# Phaegoptera dissimilis
Phaegoptera dissimilis là một loài bướm đêm thuộc phân họ Arctiinae, họ Erebidae.